# Namma
Namma (Nammu) je božica iz sumerske mitologije, jedna od žena boga neba Anua, te je majka Enkija i Ningikuge (u drugoj verziji je Enki sin Anua i njegove sestre Ki). Vjerojatno je prva personifikacija zviježđa Kita. U babilonskoj je mitologiji bila smatrana morskom božicom.   